# Germán Pinelli
Germán Pinelli (nascut Gregorio José Germán Piniella Vázquez de Mella, l'Havana, 15 de desembre de 1907 - 19 de novembre de 1996) va ser un actor i periodista cubà.

## Biografia
Fill d'un comerciant de l'Havana d'origen asturià, va estudiar declamació al Sapetter de París i al Conservatori Reial de Madrid, específicament en l'art de la declamació. Tenia aptituds per cantar i de petit va actuar al Teatre Nacional. Va cantar per primer cop a la ràdio el 28 d'octubre de 1922, amb només 14 anys. quan era alumne del Colegio de Belén. El 1925 va abandonar els estudis de dret per seguir la companyia de teatre de la seva germana Soledad. Va aprendre anglès, francès, guitarra i piano de manera autodidacta i amb Tina Farelli i Arturo Bovy, però una malaltia respiratòria li va impedir triomfar com a cantant.
Des de la dècada del 1930 va treballar a la ràdio. El 1933 fou redactor de notes per al noticiari nacional, i el 1935 ja era redactor i cap de quatre noticiaris de la CMCB. El 1937 debutà com a locutor al programa La Corte Suprema del Arte, en la que hi participava la vedette Rosita Fornés i amb el que va organitzar espectacles arreu del país. Això li va valer el 1938 ser un dels locutors més cotitzats de Cuba. El 1942 també va col·laborà al diari Avance i des del 1944 amb Eduardo Chibás, fins que aquest es va suïcidar el 1951.
El desembre de 1950 va debutar com a locutor de CMQ Televisión, on va consolidar la seva fama com animador dels programes El show del mediodía (1951) i, junt amb José Antonio Cepero Brito, Aquí todos hacen de todo (1951-1960). Va ser narrador de Los Muñequitos (1952), Abecedario Zenith y Norge (1953) i Cine del ayer (1954). Després de 1959, va protagonitzar múltiples espais habituals de la televisió i el món de l'espectacle. Entre les seves actuacions es troba el personatge d'Eufrates del Valle de Sant Nicolás del Peladero, programa costumista que va mantenir alts índexs de popularitat durant més de 20 anys (entre les dècades de 1960 i 1980) amb el que va compartir la pantalla amb moltes de les grans figures de la ràdio, la televisió, el teatre i el cinema cubans. També va rebre un dels Premis Ondas 1967. Va morir el 19 de novembre de 1996 i fou enterrat al cementiri de Colón, a l'Havana.

## Filmografia
- Los sobrevivientes, de Tomás Gutiérrez Alea (1978)
- Retrato de Teresa de Pastor Vega (1979)